# S:t Sebastian (Cranach)
S:t Sebastian är en oljemålning av den tyske renässanskonstnären Lucas Cranach den äldre och hans ateljé. Den målades 1543 och ingår i samlingarna på Nasjonalmuseet for kunst, arkitektur og design i Oslo.
Sebastian är ett kristet helgon som dog martyrdöden cirka 280. Enligt sentida legender var han ledare för kejsar Diocletianus livvakt. På grund av sin kristna tro dömdes han till döden och sköts med tusentals pilar men överlevde, och då slogs ihjäl med klubbor. Han framställs ofta som en vacker halvnaken yngling, bakbunden och genomborrad av pilar. Som helgon åkallades han vid sjukdom och pestutbrott.
Målningen förvärvades av Nasjonalmuseet 1880 från konstnären Frits Thaulow. Konstnärens signatur, en bevingad drake, och datering återfinns ovanför grenen ovan helgonets huvud. Möjligen är signatur och datering inte original.